# Force Z
Die Force Z (dt. etwa Kampfverband Z) war ein britisch-australischer Marineverband, der kurz vor Beginn des Pazifikkrieges im Zweiten Weltkrieg am 27. Oktober 1941 unter der Führung von Admiral Sir Tom Phillips zusammengestellt wurde.
Berühmtheit erlangte die Force Z, als am 10. Dezember 1941 das dem Verband unterstellte Schlachtschiff Prince of Wales und der Schlachtkreuzer Repulse vor der Küste Malaysias in einen japanischen Luftangriff gerieten und beide versenkt wurden. Es war ein deutliches Zeichen für den sich 1941 bereits abzeichnenden strategischen Bedeutungsverlust von Großkampfschiffen gegenüber land- und seegestützten Luftstreitkräften.

## Geschichte

### Aufstellung der Force Z

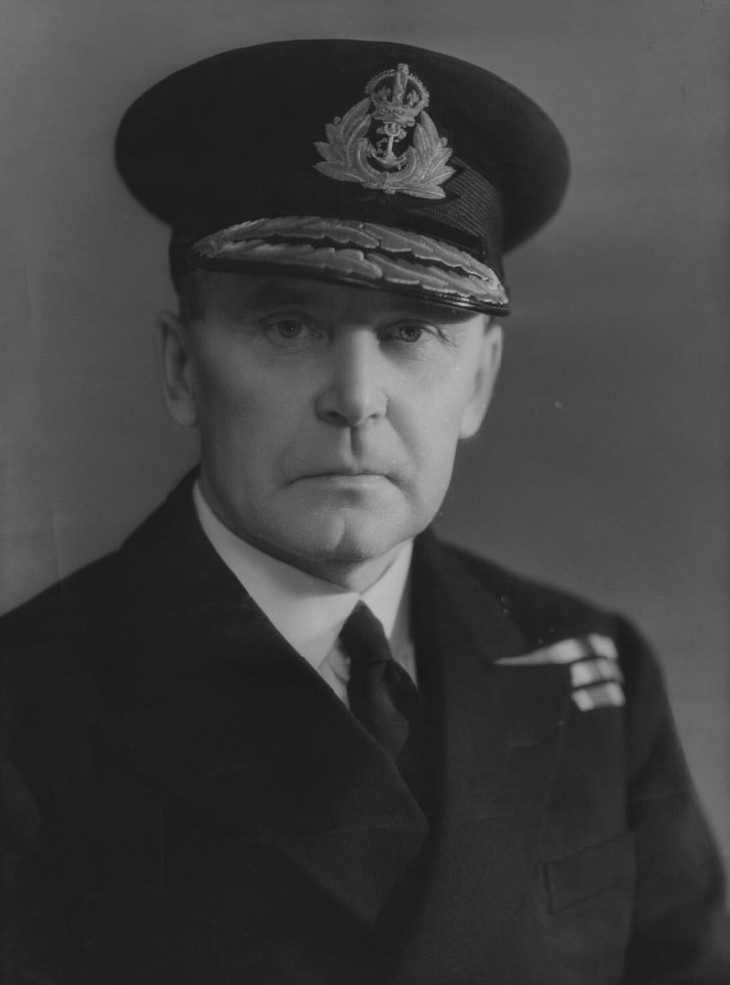
Sir Tom Phillips, Befehlshaber der Force Z

Durch die zunehmende Kriegsgefahr im Pazifikraum sah es Premierminister Winston Churchill als unabdingbar an, ein Eingreifgeschwader in den britischen Kolonialgebieten in Asien zu stationieren. Diesen Entschluss setzte er am 20. Oktober 1941 in einer Kabinettssitzung gegen viele Gegenstimmen durch. Den Grundstein für dieses Geschwader sollte die Force Z, bestehend aus zwei Schlachtschiffen und vier Zerstörern, bilden. Weitere Schiffe waren zur Vergrößerung der Flotte für 1942 vorgesehen, so auch der neue Flugzeugträger Indomitable.
Der nur begrenzt modernisierte Schlachtkreuzer Repulse lag zu der Zeit im Hafen Durban in Südafrika und bekam den Einsatzbefehl zum Auslaufen nach Singapur, da ein weiteres Schlachtschiff neben der modernen Prince of Wales nicht entbehrlich schien. Er traf am 2. Dezember dort auf die anderen Schiffe. Admiral Sir Tom Phillips übernahm an diesem Tag das Kommando über die Flotte, und die Prince of Wales wurde zu seinem Flaggschiff.
Das Eintreffen der Schiffe blieb allerdings auch den Japanern nicht verborgen, die den Kurs mitverfolgt hatten. Als Folge der britischen Aufrüstung ließ der japanische Flotten-Oberbefehlshaber Admiral Isoroku Yamamoto insgesamt 36 Betty-Bomber nach Indochina verlegen, um dort seinerseits eine schlagkräftige Luftflotte aufzubauen.
In Anbetracht der Lage begab sich Admiral Phillips kurz darauf per Flugzeug nach Manila auf die Philippinen, um dort mit dem US-amerikanischen General Douglas MacArthur und Admiral Thomas C. Hart das weitere Vorgehen zu besprechen. Währenddessen sichtete ein Aufklärungsflugzeug der Royal Air Force eine japanische Flotte mit Kurs Südwest in Richtung des Isthmus von Kra. Die Nachricht wurde sofort nach Manila weitergegeben. Daraufhin unterbrach Phillips die Unterredungen und begab sich zurück nach Singapur, wo er sogleich an Bord seines Flaggschiffs ging.
Am 8. Dezember 1941 gegen 17:35 Uhr lief die Force Z in Richtung des Golfs von Siam aus, um die gemeldeten japanischen Truppenkonvois im Südchinesischen Meer abzufangen. Mehrere Kreuzer und Zerstörer, die ebenfalls in Singapur lagen, blieben zurück, weil sie entweder zu langsam waren oder gerade repariert wurden. Phillips wusste, dass die nur mit wenigen veralteten Flugzeugen ausgerüstete Royal Air Force ihm vor Ort keine Luftsicherung geben konnte. Er ging jedoch davon aus, dass die japanischen Flugzeuge nicht so weit von ihren Flughäfen entfernt würden operieren können. Außerdem war bis zu diesem Zeitpunkt – außer den amerikanischen Schlachtschiffen in Pearl Harbour – noch kein Schiff, das größer als ein Schwerer Kreuzer war, von Flugzeugen versenkt worden.

### Versenkung der Großkampfeinheiten

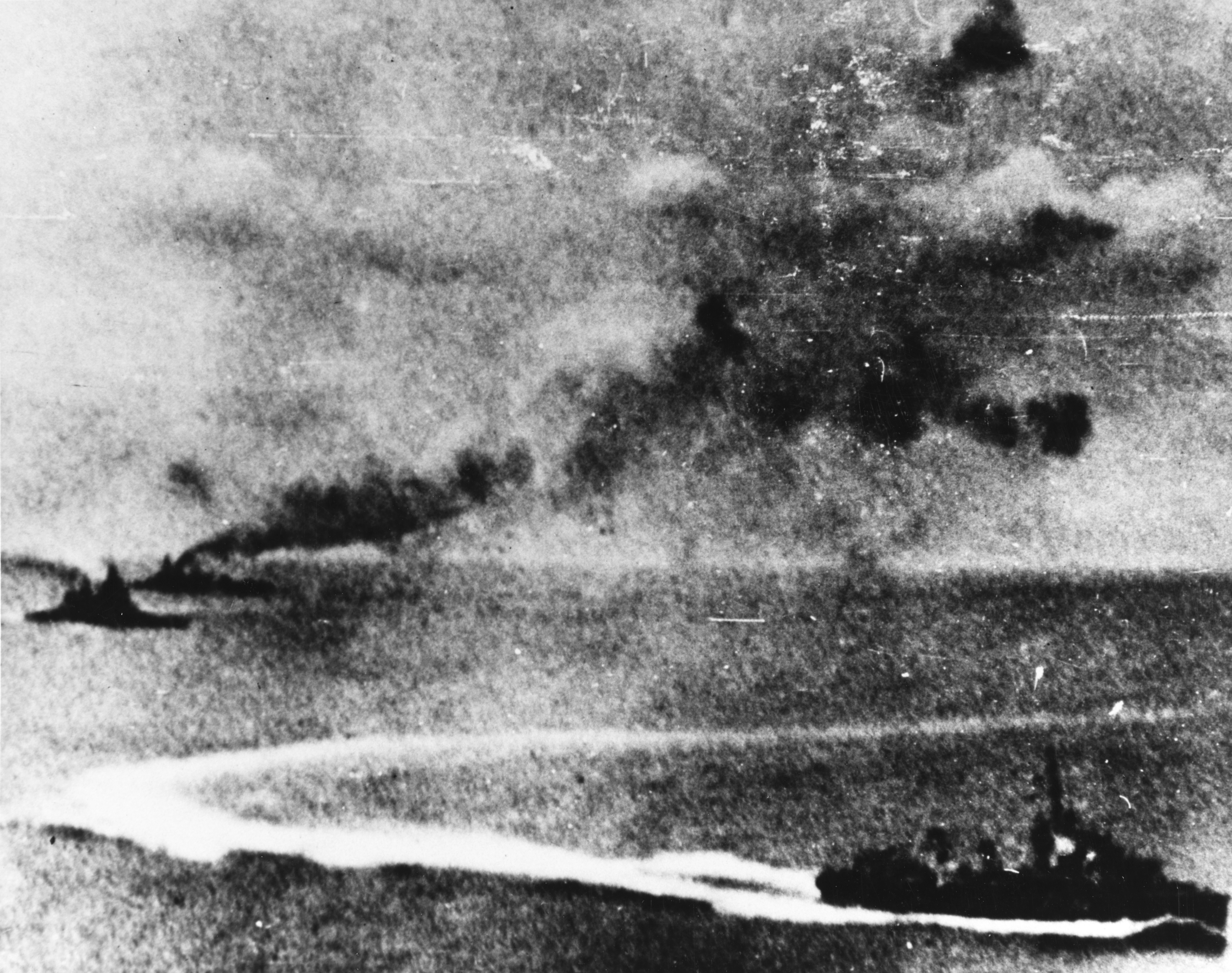
Hinten links die brennenden HMS Prince of Wales und HMS Repulse; im Vordergrund ein Zerstörer, fotografiert aus einem japanischen Flugzeug

Am Nachmittag des 9. Dezember wurde der Verband zunächst von einem japanischen U-Boot und später von Bordflugzeugen der Kreuzer, die die Konvois deckten, östlich der Anambas-Inseln gesichtet und längere Zeit beschattet, ohne dass dies von den Briten bemerkt wurde.
Um etwa 11:00 Uhr am 10. Dezember erfassten zehn Flugzeuge des japanischen 22. Marine-Fliegergeschwaders die Force Z und flogen eine erste Angriffswelle, weitere 27 Bomber und 61 mit Torpedos bewaffnete Flugzeuge folgten kurze Zeit später. Die Schiffe wehrten sich mit heftigem Flakfeuer und bemühten sich auszuweichen, jedoch mit geringem Erfolg, dies auch aufgrund taktischer Fehler von Admiral Phillips.
Nach insgesamt sieben japanischen Angriffswellen sank die HMS Repulse um 12:23 Uhr und riss 513 Männer mit in die Tiefe. 45 Minuten später folgte das Flaggschiff Prince of Wales. 327 Besatzungsmitglieder gingen mit dem Schiff unter, darunter auch Admiral Phillips und der Kommandant Captain John Leach. Die Überlebenden wurden durch die Begleitzerstörer in engagierter Weise gerettet und nach Singapur gebracht.
Die britischen Streitkräfte in Südostasien waren dadurch stark geschwächt; weitere Unterstützung konnte nicht entsandt werden, da alle Kräfte in Afrika und Europa gebunden waren. In der Folgezeit fiel Singapur an die Japaner, und am 26. Dezember kapitulierten die letzten britischen Einheiten in Hongkong.

## Liste der Einheiten der Force Z
- Prince of Wales – Schlachtschiff
- Repulse – Schlachtkreuzer
- Electra – Zerstörer
- Express – Zerstörer
- Tenedos – Zerstörer
- Vampire – australischer Zerstörer

Zugehörig zu Force Z, aber wegen Reparaturarbeiten im Dock verbleibend:
- Encounter – Zerstörer
- Jupiter – Zerstörer

## Galerie

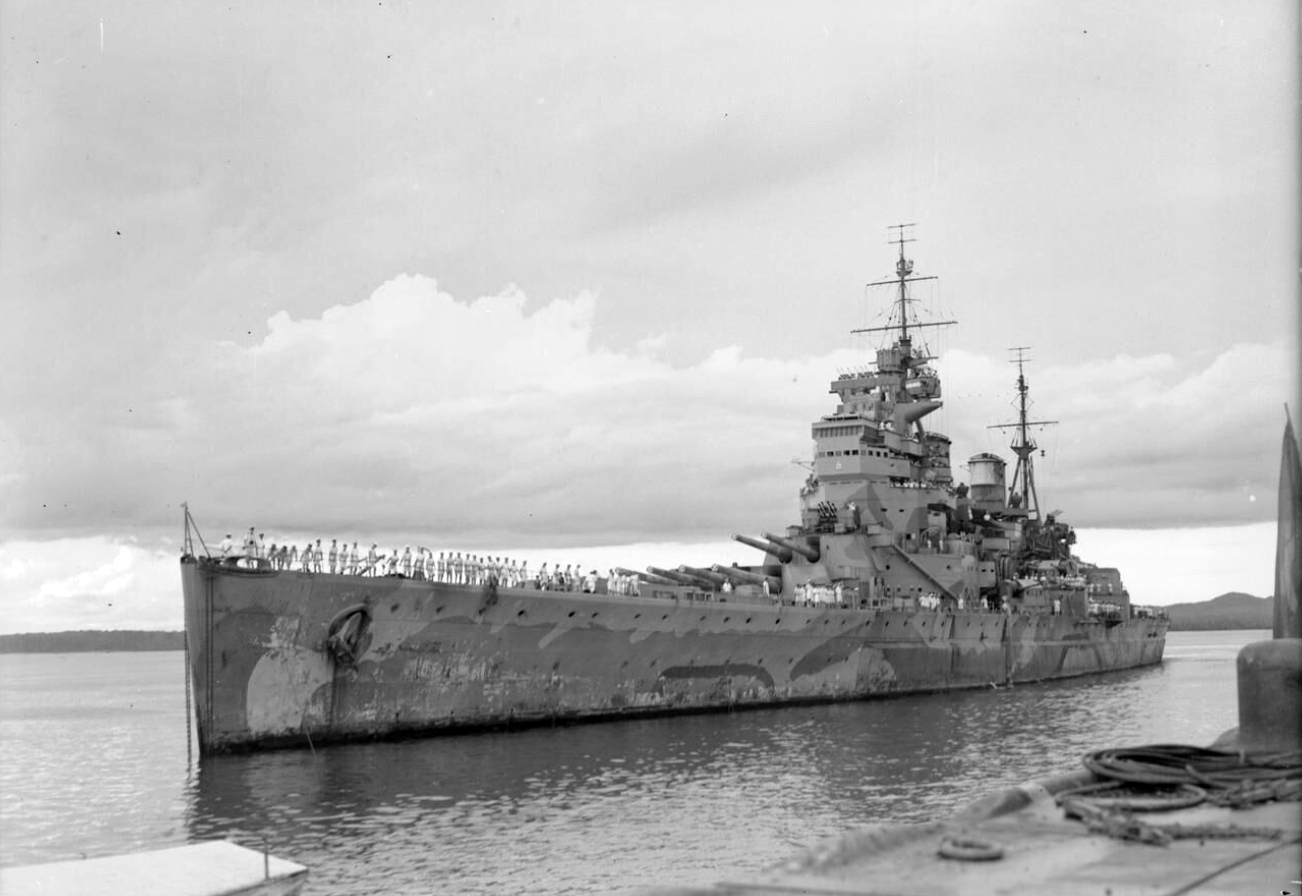
Die Prince of Wales im Hafen von Singapur
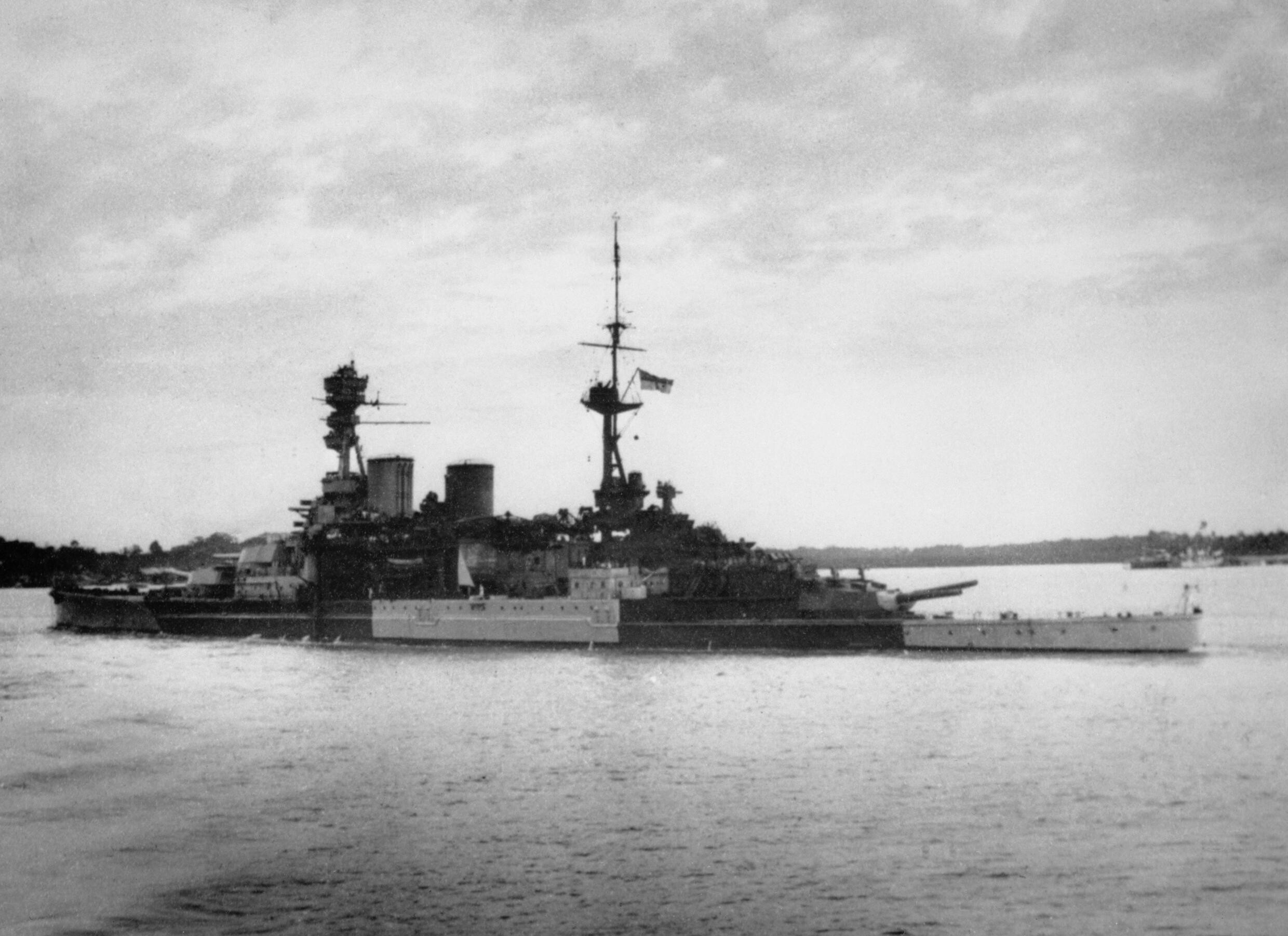
Die Repulse verlässt Singapur
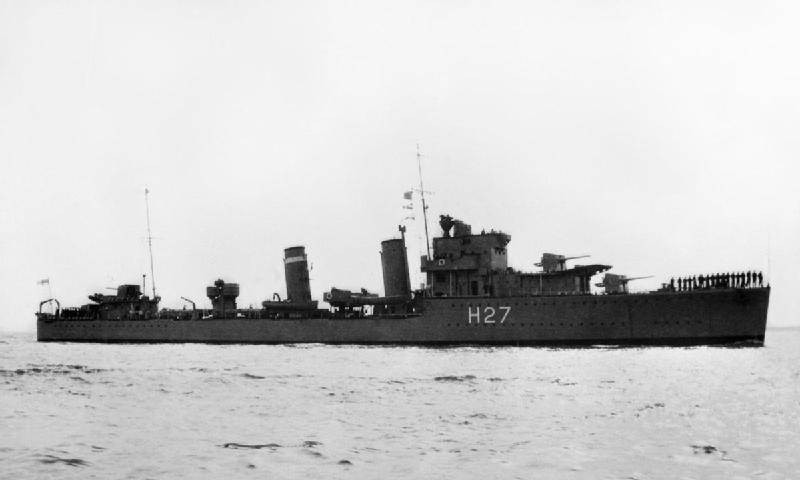
Die Electra
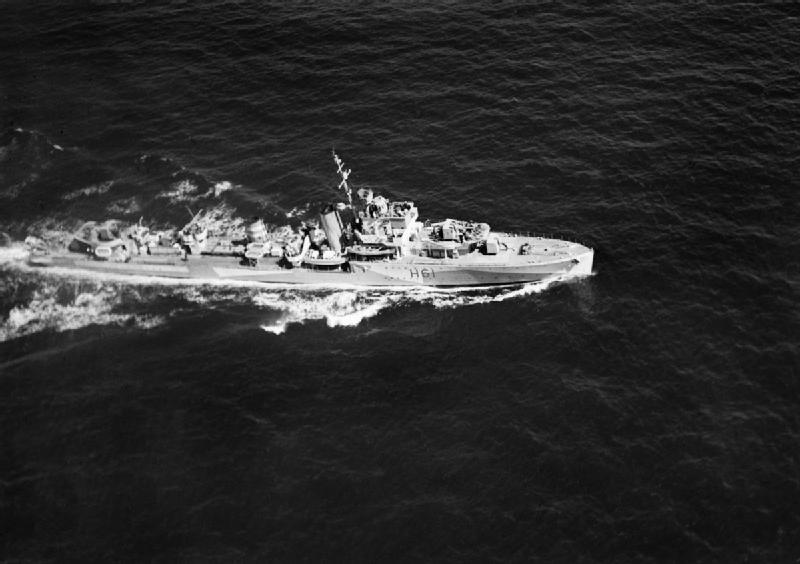
Die Express